# Горшкова, Клара Викторовна
Клара Викторовна Горшкова (род. 15 декабря 1932, Калининдорф, Одесская область) — советская шахматистка, международный мастер ИКЧФ (1985).

## Биография
Техник-архитектор.
Преподаватель отделения шахмат херсонской ДЮСШ.
Победительница 3-го (1972—1973) и 4-го (1974—1976) чемпионатов СССР по переписке, а также заочного чемпионата Украинской ССР (1968—1970).
В составе сборной команды СССР участвовала в полуфинале 2-й и 3-й олимпиад по переписке.

## Основные спортивные результаты
| Год       | Соревнование                                                   | + | − | = | Результат | Место |
| --------- | -------------------------------------------------------------- | - | - | - | --------- | ----- |
| 1968—1970 | Чемпионат Украинской ССР по переписке                          |   |   |   |           | 1—2   |
| 1972—1973 | 3-й женский чемпионат СССР по переписке                        |   |   |   | 13½ из 17 | 1     |
| 1974—1976 | 4-й женский чемпионат СССР по переписке                        |   |   |   | 15½ из 20 | 1     |
| 1976—1978 | 5-й женский чемпионат СССР по переписке                        |   |   |   | 11½ из 18 | 6—7   |
| 1976—1980 | Полуфинал 2-й олимпиады по переписке (сборная СССР, ?-я доска) |   |   |   |           |       |
| 1980—1986 | Полуфинал 3-й олимпиады по переписке (сборная СССР, ?-я доска) |   |   |   |           |       |